# Чорнокам'янська сільська рада
Чорнока́м'янська сільська́ ра́да — колишня адміністративно-територіальна одиниця та орган місцевого самоврядування в Маньківському районі Черкаської області. Адміністративний центр — село Чорна Кам'янка.

## Загальні відомості
- Населення ради: 1 192 особи (станом на 2001 рік)

## Населені пункти
Сільській раді були підпорядковані населені пункти:
- с. Чорна Кам'янка
- с. Юрпіль

## Склад ради
Рада складалась з 16 депутатів та голови.
- Голова ради: Бузівський Віталій Петрович
- Секретар ради: Садовнікова Рімма Анатоліївна

### Керівний склад попередніх скликань
| Прізвище, ім'я, по батькові   | Основні відомості                                                                                  | Дата обрання | Дата звільнення |
| ----------------------------- | -------------------------------------------------------------------------------------------------- | ------------ | --------------- |
| Горопацький Андрій Лук'янович | Сільський голова, 1953 року народження, член Української Народної Партії                           | 26.03.2006   | 31.10.2010      |
| Бузівсикий Віталій Петрович   | Сільський голова, 1975 року народження, освіта вища, член Всеукраїнського об'єднання «Батьківщина» | 31.10.2010   |                 |

Примітка: таблиця складена за даними сайту Верховної Ради України

### Депутати
За результатами місцевих виборів 2010 року депутатами ради стали:

#### За суб'єктами висування
| Суб'єкт висування                                       | Кількість обраних депутатів | %    |
| ------------------------------------------------------- | --------------------------- | ---- |
| Самовисування                                           | 9                           | 56,3 |
| Народна партія                                          | 3                           | 18,8 |
| Партія регіонів                                         | 2                           | 12,5 |
| Комуністична партія України                             | 1                           | 6,3  |
| Політична партія Всеукраїнське об'єднання «Батьківщина» | 1                           | 6,3  |

#### За округами
| № округу                                                | Прізвище, ім'я, по батькові      | Дата визнання обраним | Освіта             | Партійна приналежність                        | Відомості про обраного депутата                        |
| ------------------------------------------------------- | -------------------------------- | --------------------- | ------------------ | --------------------------------------------- | ------------------------------------------------------ |
| Комуністична партія України                             |                                  |                       |                    |                                               |                                                        |
| 8                                                       | Бугай Михайло Матвійович         | 01.11.2010            | середня спеціальна | позапартійний                                 | Одноосібник                                            |
| Народна Партія                                          |                                  |                       |                    |                                               |                                                        |
| 2                                                       | Безклепченко Олексій Олексійович | 01.11.2010            | середня спеціальна | член Народної партії                          | підприємець                                            |
| 13                                                      | Черненко Василь Миколайович      | 01.11.2010            | вища               | позапартійний                                 | Чорнокам'янська загальноосвітня школа, вчитель         |
| 15                                                      | Огер Михайло Володимирович       | 01.11.2010            | середня спеціальна | член Народної партії                          | ТОВ «Чорна Кам'янка», механізатор                      |
| Партія регіонів                                         |                                  |                       |                    |                                               |                                                        |
| 10                                                      | Мазуренко Володимир Васильович   | 14.11.2010            | середня спеціальна | позапартійний                                 | ТОВ «Чорна Кам'янка», обліковець                       |
| 11                                                      | Галаган Діана Василівна          | 01.11.2010            | середня спеціальна | член Партії регіонів                          | Чорнокам'янська сільська рада, архіваріус              |
| Політична партія Всеукраїнське об'єднання «Батьківщина» |                                  |                       |                    |                                               |                                                        |
| 12                                                      | Журило Леся Василівна            | 01.11.2010            | вища               | член Всеукраїнського об'єднання «Батьківщина» | Чорнокам'янське сільське поштове відділення, начальник |
| Самовисування                                           |                                  |                       |                    |                                               |                                                        |
| 1                                                       | Садовнікова Рімма Анатоліївна    | 01.11.2010            | вища               | позапартійна                                  | Чорнокам'янська сільська рада, секретар                |
| 3                                                       | Колісник Людмила Василівна       | 01.11.2010            | середня спеціальна | позапартійна                                  | підприємець                                            |
| 4                                                       | Гончар Наталія Сергіївна         | 01.11.2010            | вища               | позапартійна                                  | ТОВ «Чорна Кам'янка», начальник відділу кадрів         |
| 5                                                       | Бойченко Тетяна Володимирівна    | 01.11.2010            | середня            | позапартійна                                  | Будинок культури, техпрацівник                         |
| 6                                                       | Дармограй Василь Миколайович     | 01.11.2010            | середня спеціальна | позапартійний                                 | ТОВ «Чорна Кам'янка», тракторист                       |
| 7                                                       | Варволік Катерина Іванівна       | 01.11.2010            | середня спеціальна | позапартійна                                  | фельдшерсько-акушерський пункт, патронажна медсестра   |
| 9                                                       | Бугай Галина Василівна           | 01.11.2010            | середня спеціальна | позапартійна                                  | ДНЗ, вихователь                                        |
| 14                                                      | Буртова Інна Василівна           | 01.11.2010            | вища               | позапартійна                                  | фермерське господарство «Орбіта», бухгалтер            |
| 16                                                      | Бугай Олена Андріївна            | 01.11.2010            | середня спеціальна | позапартійна                                  | С. Юрпіль Будинок культури, завідувачка                |

## Природно-заповідний фонд
На землях сільради розташовано ландшафтний заказник місцевого значення Чорнокам'янський притікичський каньйон площею 1067,2 га.